# 金元中 (政治家)
金 元中（キム・ウォンジュン、朝鮮語: 김원중、1905年2月30日 - 1994年9月11日）は、大韓民国の政治家。第4代韓国国会議員を歴任した。

## 経歴
全羅北道益山郡出身。養正高等普通学校（現・養正高等学校）卒。参礼金融組合評議員、王宮面協議会議員、国民会裡里市支部長、全北大学校後援財団理事、新生活運動指導委員、自由党中央委員・裡里市党委員長、全北水利組合長、裡里金融組合長を務めた。水利部門で長く勤務していたため、水利分野の専門知識を持っていた。1958年の第4代総選挙では自由党の候補として裡里市選挙区から当選したが、選挙訴訟に巻き込まれたため、特別な活動を行わずに4・19革命で任期を終えた。その後は全北大学校理事や農地改良組合連合会顧問を務めた。
1994年9月11日、漢江聖心病院で持病により死去。享年89。